# Dècada del 1810
Formalment, la dècada del 1810 comprèn el període que va des de l'1 de gener de 1810 fins al 31 de desembre de 1819.

## Política

### Europa
La primera meitat de la dècada està marcada per les guerres Napoleòniques, que continuen alterant el mapa polític europeu. França va assolir un domini al continent com mai abans no havia aconseguit, tant pel domini directe com per les aliances, enfortides després del matrimoni de Napoléo amb Maria Lluïsa d'Àustria. Catalunya va ser des de 1812 part oficial de l'imperi francès, amb quatre departaments o divisions territorials. Però aquesta hegemonia començà a declinar amb el pacte dels països centrals, Regne Unit i Rússia, que després de diverses campanyes van derrotar Napoleó, forçat a exiliar-se i van organitzar el Congrés de Viena el 1815, on es va intentar restaurar l'absolutisme del segle anterior i es van imposar sancions als francesos per les seves ànsies expansionistes. L'objectiu era tornar a la situació vuit-centista, tant en territoris com en mentalitat, però aquest panorama ja no seria acceptat sense objeccions als diferents països europeus.

### Amèrica
La situació d'inestabilitat d'Espanya després de l'ocupació napoleònica alimenta el desig d'emancipació de les colònies, que inicien les guerres d'independència hispanoamericanes que es perllongarien durant dècades. Veneçuela i l'Argentina van liderar el procés, esdevenint referents per a la regió malgrat les disputes territorials. Les tropes espanyoles van intentar recuperar les zones perdudes a partir de 1814 però va ser debades.
Als Estats Units s'inicia el període conegut com a Era del Good Feelings o era dels bons sentiments, on es reforcen els llaços nacionals a mesura que augmenta la colonització interior. Les guerres contra els indis semínola i creek pel control dels seus territoris ajuden igualment a cohesionar el sentiment de pertinença dels nord-americans.

### Àfrica
Muhàmmad Alí Paixà aconsegueix el control d'Egipte després de derrotar els mamelucs, implantant-hi una dinastia que regiria el país fins a mitjan segle xx. Amb aquesta família es reforcen els llaços entre Egipte i Europa, especialment comercials.
Al sud del continent, l'imperi Mthethwa s'espandeix amb una guerra molt costosa en vides humanes, ja que s'usen per primer cop a la regió armes de foc importades de països europeus i les seves colònies veïnes.

### Àsia i Oceania
Rússia prossegueix la seva expansió amb la guerra als turcs i l'annexió de diversos territoris, com per exemple Abkhàzia o Bessaràbia. El seu paper com a potència a la frontera oest del continent s'incrementa amb aquestes adquisicions. Els britànics, per la seva banda, miren de reafirmar el seu poder a la zona de l'Índia, on després de la Guerra Pindari (1817-1818) destrueixen definitivament una de les potències locals, l'imperi Maratha, que s'oposava a l'imperialisme comercial anglès.
Austràlia estava immersa en l'anomenada guerra negra, un seguit d'enfrontaments entre els colons anglosaxos i els aborígens nadius de Tasmània, que van acabar pràcticament extingits.

## Economia i societat
Els serfs són emancipats a territoris d'Europa de l'Est, si bé perviuen les condicions de vida molt desiguals, en alguns casos properes a l'esclavitud. Les collites empitjoren a partir de l'any sense estiu, fet que incrementa la inseguretat alimentària d'aquestes classes més baixes. Les amenaces sobre la qualitat de vida dels obrers impulsen el luddisme contra les màquines. A final de la dècada es produeix l'anomenat Pànic de 1819, una primera crisi capitalista als Estats Units de gran escala.

## Vida quotidiana

### Vestimenta
Les dones europees van portar massivament vestits fins, de l'anomenada silueta imperi, llargs, de cintura alta i amb escot. S'adornaven per sobre amb mantons d'inspiració espanyola. Les dames de classe alta es canviaven fins a tres cops al dia, distingint entre vestit de passeig, vestit de casa i vestit de vespre o nit. Els colors dels teixits eren de tons pastels i blancs per a les noies més joves i s'enfosquien amb l'edat. La faldilla es va anar acampanant al llarg de la dècada, en una tendència que va iniciar-se a França i que posteriorment va ser imitada per les dones d'altres països.
Els homes portaven armilles arrapades per sobre la camisa i mitges de seda fins a mitja cama, amb uns pantalons que van anar allargant els camals amb els anys. Els nens petits vestien amb roba de nadons fins als cinc o sis anys, on començaven a portar pantalons. A diferència de la moda femenina, l'estàndard del bon gust es va fixar amb el patró del dandisme anglès, que va mantenir els colls alts i els accessoris del període precedent. Per a les festes i ocasions formals, els vestits s'inspiraven en l'uniforme militar.

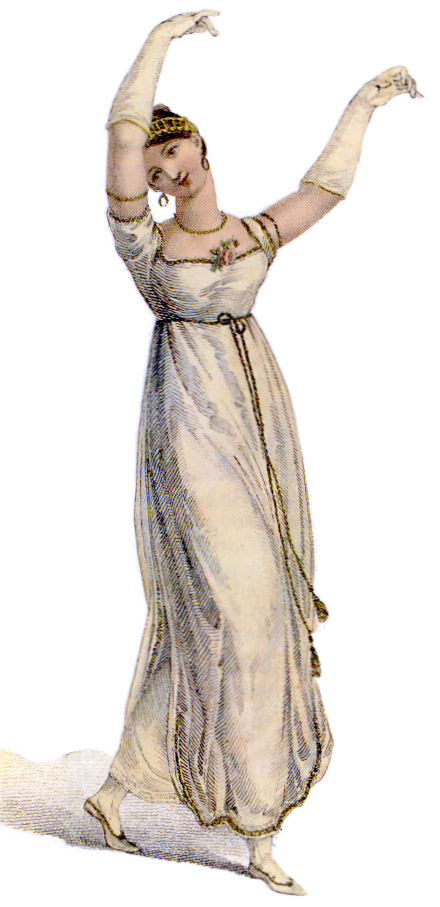
Dona amb vestit de ball de silueta imperi

## Ciència i tecnologia
Pel que fa a les matemàtiques, Charles Julien Brianchon demostra el 1810 que les principals diagonals (aquelles que es connecten amb els seus vèrtexs oposats) d'un hexàgon es tallen en un únic punt quan aquest és circumscrit al voltant d'una secció cònica (conegut com a teorema de Brianchon). El 12 de febrer de 1812 Napoleó decratà l'ús de les Mesures usuelles, una convenció entre el sistema mètric i les mesures tradicionals que s'havia d'utilitzar en el comerç minorista. El 1813, S. D. Poisson publicà l'equació de Poisson que s'utilitzaria a bastament en electroestàtica, enginyeria mecànica i física teòrica. L'any següent, el 1814, Peter Barlow publicà New Mathematical Tables i A New Mathematical and Philosophical Dictionary, en aquest primer, recull el quadrat, el cub, l'arrel quadra, arrel cúbica i l'invers multiplicatiu de tots els enters entre 1 i 10.000; la taula de Barlow s'utilitzaria sovint durant 150 anys. El 1816 el geòleg angles John Farey (geòleg) va assenyalar la successió de Farey.
En el camp de l'astronomia, destaca l'albirament del cometa C/1811 F1 per part de l'astrònom francès Honoré Flaugergues el 25 de març de 1811 quan el cometa es trobava a 2,72 U. A. del Sol. És significatiu perquè es va poder observar a ull nu durant uns 9 mesos (260 dies), rècord de temps que ostentà fins a l'any 1997 que el va batre el Cometa Hale-Bopp. El segon esdeveniment astronòmic significatiu de la dècada va ser quan Venus va ocultar Júpiter el 3 de gener de 1818 (21:52 UTC), un esdeveniment entre dos planetes que no es repetirà de nou fins al 2065.
En el camp de la química, William Prout publica anònimament la hipòtesi de Prout el 1815 que diu les masses atòmiques dels elements químics són múltiples sencers de la massa atòmica de l'hidrogen.
En l'àmbit de la física, Johann Wolfgang von Goethe publica el llibre Teoria dels colors (10) que conté algunes de les primeres i més precises descripcions de les ombres acolorides, la refracció i l'acromatisme/hipercromatisme.
El 1814 Dietrich Nikolaus Winkel inventa una mena de metrònom. Johann Maelzel, no content amb el resultat d'aquest protometrònom de Winkel, decideix afegir-li una escala al cronòmetre musical, anomenada "metrònom", i ja el 1816, comença a comercialitzar-lo com a "Metrònom de Maelzel". L'any 1816 el científic bretó René Laënnec inventa el primer estetoscopi que estava format per una tub de fusta i era monoaural.

## Filosofia
Diversos pensadors comencen a equiparar ment i realitat, ja que no es pot concebre un món exterior sense passar pel filtre de la ment, com sosté Georg Wilhelm Friedrich Hegel a Wissenschaft der Logik, per exemple. La ment assoleix, doncs, el centre de l'estudi dels pensadors, que ajunten filosofia i psicologia per mirar de comprendre-la i explicar com funciona. L'auge de disciplines com la frenologia ha de llegir-se en el marc d'aquest interès.
Enfrontat a Hegel, Arthur Schopenhauer escriu El món com a voluntat i representació (1819), on triomfa el pessimisme. Creu que la raó no pot arribar a governar l'ésser humà, que està mogut pel seu desig, el qual és per definició il·lògic, inconstant i no mira pels altres. La voluntat de satisfer-lo és el que determina les accions, un concepte que tindrà forta repercussió en dècades posteriors.
Wilhelm von Humboldt crea la universitat que porta el seu nom, la Universitat Humboldt de Berlín, que esdevingué un model de recerca i de plantejament docent, no solament en filosofia sinó en altres camps del saber, i que consolidà el paper els pensadors alemanys com a pioners.

## Literatura
La literatura de la dècada mostra trets totalment propis del romanticisme, conreat especialment per autors anglesos. En poesia destaca l'aportació de Percy Bysshe Shelley, que encarna el prototip d'artista romàntic, el qual escriu sobre la pròpia intimitat, que veu reflectida arreu i busca amb desesperació la bellesa. Continuen publicant William Wordsworth i Lord Byron i salta a la fama John Keats.
Pel que fa a la novel·la cal subratllar l'època més fecunda de Jane Austen, quan va publicar les seves obres de maduresa centrades justament en les relacions sentimentals. En elles personatges de classe alta busquen la felicitat intentant trobar una parella amb qui poder compenetrar-se. Adolphe, de Benjamin Constant, va ser llegida com la translació d'amants reals al món de la ficció, malgrat les protestes de l'autor. Descrivia una relació amorosa basada en la introspecció psicològica i l'anàlisi dels sentiments, que són el tema fonamental de la literatura.
Una tendència del romanticisme és la mirada enrere, cap al passat, que s'idealitza com una època de grans aventures i exotisme o com a arrel nacional del present. Aquesta tendència explica les novel·les històriques i els reculls d'històries populars, com els contes infantils dels Germans Grimm. Sovint l'ambientació era de caràcter medieval i podien aparèixer escenes de gran crueltat, amb crims i monstres. Justament els monstres comencen una nova edat d'or literària, amb obres com Frankenstein de Mary Shelley. Aquests éssers, tanmateix, no són ja un estereotip de maldat i prou, com als contes, sinó que tenen psicologia pròpia, al mateix nivell que els herois tradicionalment considerats positius. És la societat la que els rebutja i els titlla de monstres, causant aleshores gran part dels seus actes malvats.

## Art
En pintura s'imposen les escenes que provoquen una reacció emocional en l'espectador en enfrontar-se a fets reals, com Els desastres de la guerra de Goya o El rai de la Medusa. Aquestes obres s'allunyen de l'academicisme, que per contra es reforça als museus, els quals augmenten la seva importància en aquest període. En seria un exemple l'adquisició dels frisos del Partenó pel Museu Britànic. El Museu del Prado va ser inaugurat en 1819.

## Música
Continua dominant la música romàntica, per exemple amb l'obra Per a Elisa de Beethoven.

## Esdeveniments
- 1814 - Invenció de la locomotora de vapor per George Stephenson
- Independència de diversos països d'Amèrica:
  - 1810 - Colòmbia
  - 1811 - Paraguai, Veneçuela
  - 1813 - Mèxic
  - 1816 - Argentina
  - 1818 - Xile

## Personatges destacats
- Napoleó Bonaparte, emperador Napoleó I (1804-1815) del Primer Imperi Francès.
- Alexandre I de Rússia (1801-1825), tsar de Rússia.